# NGC 7349
NGC 7349 ist eine Balken-Spiralgalaxie vom Hubble-Typ SBb im Sternbild Aquarius auf der Ekliptik. Sie ist schätzungsweise 203 Millionen Lichtjahre von der Milchstraße entfernt.
Das Objekt wurde im Jahre 1886 von Frank Muller entdeckt.